# النظام AB
النظام AB هو نظام يستخدم في علم الفلك. وعلى عكس العديد من الأنظمة الأخرى، فإنه يعتمد على نتائج قياس الفيض التي يتم معايرتها بوحدات مطلقة، وتسمي كثافة الفيض الطيفية.

## التعريف
يتم اعتبار النظام AB الأحادي كلوغاريتم لكثافة الفيض الطيفية. ووحدة قياسه هي الجانسكي. وهي وحدة ليست من ضمن وحدات النظام الدولي. 

حيث: 

1جانسكي = 1Jy = 10−26 W Hz−1 m−2 = 10−23 erg s−11 Hz−1 cm−2 

إذا تم اعتبار كثافة الفيض الطيفية fν , فإن نظام AB الأحادي يكون: 

{\displaystyle m_{\text{AB}}=-{\frac {5}{2}}\log _{10}\left({\frac {f_{\nu }}{3631{\text{ Jy}}}}\right),}
أو
{\displaystyle m_{\text{AB}}=-{\frac {5}{2}}\log _{10}\left({\frac {f_{\nu }}{\text{Jy}}}\right)+8.90.}
وفي نظام وحدات سنتيمتر غرام ثانية s−1 cm−2 Hz−1 تكون المعادلة كالتالي: 

{\displaystyle m_{\text{AB}}=-{\frac {5}{2}}\log _{10}f_{\nu }-48.600.}
{\displaystyle m_{\text{AB}}=-{\frac {5}{2}}\log _{10}\left({\frac {\int f_{\nu }(h\nu )^{-1}e(\nu )d\nu }{\int 3631{\text{ Jy}}(h\nu )^{-1}e(\nu )d\nu }}\right),}
حيث 

(e(ν هو فلتر مساوي للطاقة. 

−1(hν) هو نتيجة الجهاز المستخدم لعد الفوتونات، الذي يستطيع قياس مجموعات من الفوتونات بمعدل عدة ملايين فوتونات في الثانية مثل المضاعف الضوئي وجهاز اقتران الشحنة.

## المعادلة باستخدام fλ
في بعض المجالات، يتم التعبير عن كثافة الفيض الطيفية بوحدة الطول الموجي fλ , بدلا من وحدة التردد fν , فعند أي طول موجي: 

{\displaystyle f_{\nu }={\frac {\lambda ^{2}}{c}}f_{\lambda },}
وإذا كان الطول الموجي بوحدة الأنغستروم: 

{\displaystyle {\frac {f_{\nu }}{\text{Jy}}}=3.34\times 10^{4}\left({\frac {\lambda }{\mathrm {\AA} }}\right)^{2}{\frac {f_{\lambda }}{{\text{erg}}{\text{ cm}}^{-2}{\text{ s}}^{-1}\mathrm {\AA} ^{-1}}}}.
{\displaystyle \lambda _{\text{piv}}={\sqrt {\frac {\int e(\lambda )d\lambda }{\int e(\lambda )\lambda ^{-2}d\lambda }}}}.
{\displaystyle \lambda _{\text{piv}}={\sqrt {\frac {\int e(\lambda )\lambda d\lambda }{\int e(\lambda )\lambda ^{-1}d\lambda }}}}.

## وصلات خارجية
- Conversion from AB magnitudes to Johnson magnitudes